# Dasyhelea scissurae
Dasyhelea scissurae är en tvåvingeart som beskrevs av John William Scott Macfie 1937. Dasyhelea scissurae ingår i släktet Dasyhelea och familjen svidknott. Inga underarter finns listade i Catalogue of Life.